# Vargem Alegre
Vargem Alegre este un oraș în Minas Gerais (MG), Brazilia.